# Das Buch der 1000 Bücher
Das Buch der 1000 Bücher ist ein Lesekanon von literarischen Werken, der von Joachim Kaiser herausgegeben und unter Mitarbeit eines Autorenteams erarbeitet wurde. Publiziert wurde das Buch vom Dortmunder Harenberg-Verlag.  Es enthält Inhaltsangaben und weiterführende Informationen zu Werken der gesamten Literaturgeschichte. Darunter fallen Romane, Dramen, Novellen, Sachbücher, Reiseberichte und Kinderbücher.  Es ist alphabetisch nach Autoren geordnet und enthält aufgrund verschiedener Auflagen bis zu 1070 Bücher.

## Aufbau
Die Werke sind alphabetisch nach Autoren, bzw. nach Buchtitel bei anonymen Werken sortiert. Nach einer Einführung über den Autor wird mindestens ein Werk ausführlich beschrieben. Dazu werden in zahlreichen Infoboxen vergleichbare Werke anderer Autoren oder desselben Autors kurz vorgestellt.
Die Beschreibung eines Werkes gliedert sich in eine kurze Beschreibung, die Entstehungsgeschichte, eine Inhaltsangabe und eine Ausführung über die Wirkung des Werkes. Weiterhin sind die Werke durch Illustrationen zu den Autoren, Buchumschlägen oder Ausschnitten auf den Büchern basierenden Verfilmungen angereichert.